# Buco nero primordiale

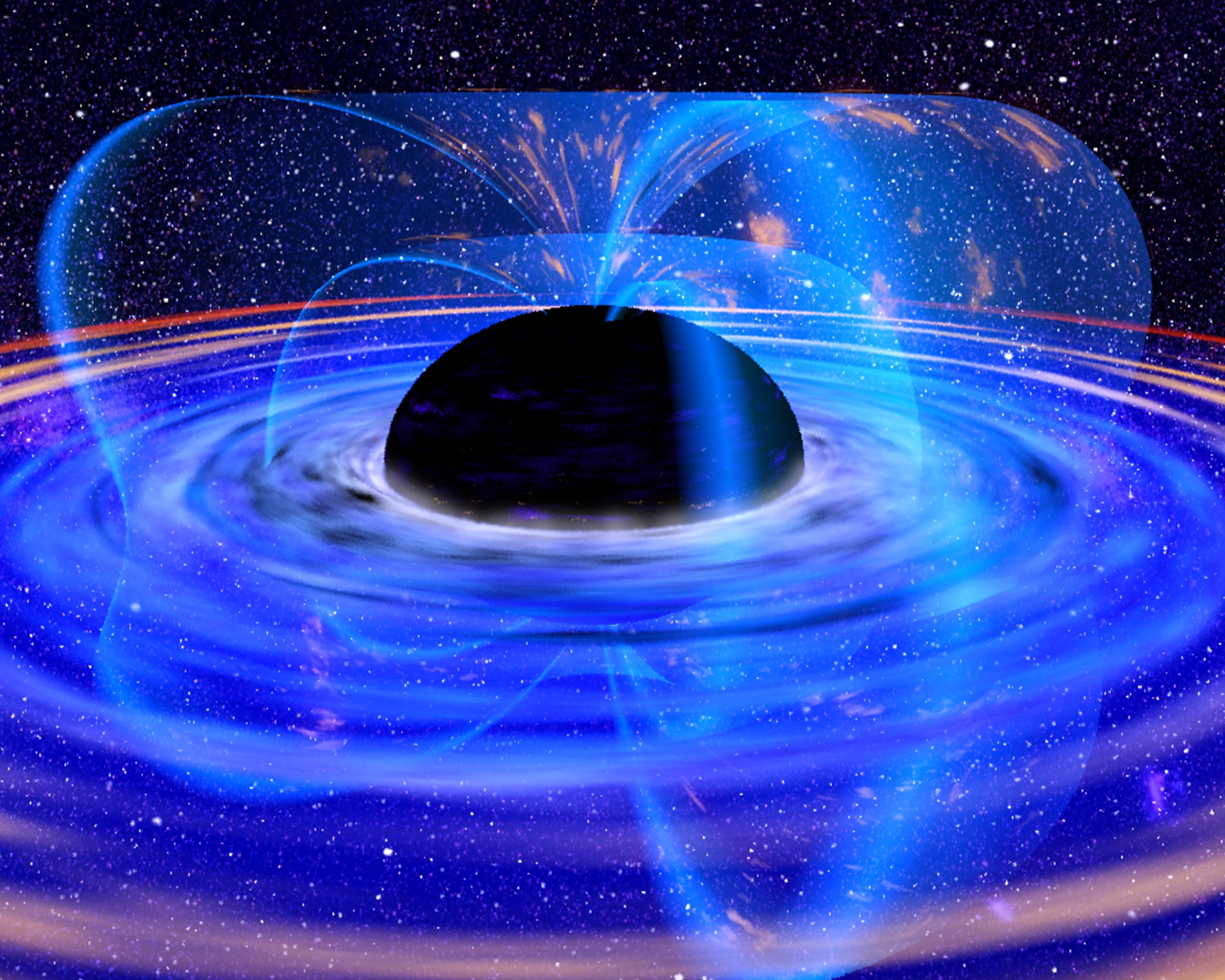
Un disegno ipotetico di buco nero realizzato dalla NASA

Un buco nero primordiale è un tipo ipotetico di buco nero che non è stato formato dal collasso gravitazionale di una stella ma dall'estrema densità della materia presente durante l'espansione iniziale dell'universo.
In accordo con il modello di Big Bang caldo (vedi: Modello standard della cosmologia), durante i primissimi momenti dopo il Big Bang, la pressione e la temperatura erano estremamente elevate. Sotto queste condizioni, semplici fluttuazioni nella densità della materia possono risultare in regioni locali dense abbastanza da creare buchi neri. Sebbene molte regioni ad alta densità sarebbero disperse velocemente dall'espansione dell'universo, un buco nero primordiale sarebbe stabile, persistendo fino al presente.

## Possibile rilevamento
Un modo per rilevare i buchi neri primordiali è tramite la loro radiazione di Hawking. Si crede che tutti i buchi neri emettano radiazione di Hawking ad un tasso inversamente proporzionale alla loro massa. Dato che questa emissione diminuisce ulteriormente la loro massa, i buchi neri con masse molto piccole avvertirebbero un'evaporazione incontrollata, creando un'enorme esplosione di radiazioni. Un buco nero regolare (di circa 3 masse solari) non può perdere tutta la sua massa all'interno di tutta la vita dell'universo (dovrebbero impiegare circa 1060 anni per fare ciò). Comunque, dato che i buchi neri primordiali non sono formati dal collasso di un nucleo stellare, possono essere di ogni grandezza. È stato calcolato che un buco nero primordiale originatosi con una massa di circa 1012 kg avrebbe un tempo di vita circa uguale all'età dell'universo. Se questi buchi neri di piccola massa esistono, dovremmo essere capaci di vedere oggi alcune di queste esplosioni.

## Implicazioni
L'evaporazione dei buchi neri primordiali è stata suggerita come una possibile spiegazione per i lampi di raggi gamma. Questa spiegazione è, comunque, considerata improbabile. Altri problemi per cui i buchi neri primordiali sono stati suggeriti come una soluzione includono i problemi sulla materia oscura, i problemi sulla parete di dominio cosmologico e il problema del monopolo.
Anche se non risolvono questi problemi, il basso numero dei buchi neri primordiali (non sono mai stati rilevati) aiuta i cosmologi a mettere vincoli nello spettro delle fluttuazioni di densità nel primo universo.

## Teoria delle stringhe
La Relatività generale predice che il più piccolo buco nero primordiale sarebbe ormai evaporato, ma se ci fosse una quarta dimensione spaziale, come predetto dalla teoria delle stringhe, influirebbe su come agisce la gravità su piccola scala e "rallenterebbe l'evaporazione abbastanza sostanzialmente". Questo potrebbe significare che ci siano diverse migliaia di buchi neri nella nostra galassia. Per provare questa teoria gli scienziati useranno il Gamma-ray Large Area Space telescope (GLAST) che è stato messo in orbita dalla NASA nel 2008. Se osservano piccole tracce di interferenza senza lampi gamma, potrebbe essere la prima prova indiretta dei buchi neri primordiali e della teoria delle stringhe.